# Tatuaje del grupo sanguíneo
El tatuaje del grupo sanguíneo fue una marca de los miembros de la SS-Verfügungstruppe (tropas de combate de la SS), de la SS-Totenkopfverbände (unidades «de calavera») y más tarde también de la mayor parte de la Waffen-SS. Originalmente se concibió para facilitar la ayuda médica en casos de emergencia, pero en la fase final de la guerra y después de su finalización sirvió como ayuda para la identificación de miembros de la Waffen-SS en la clandestinidad, los que frecuentemente se hacían pasar por soldados comunes de las fuerzas armadas (Wehrmacht).

## Ubicación y aspecto
El tatuaje estaba aproximadamente a unos 20 centímetros sobre el codo izquierdo, en la cara interior del brazo y tenía un tamaño de alrededor de siete milímetros. Consistía únicamente en la notación del grupo sanguíneo: A, B, 0 o AB. 
No se indicaba el factor Rh, debido a que este había sido descubierto recientemente y por este motivo la investigación al respecto estaba recién en sus comienzos.

## Utilidad y consecuencias
En realidad el propósito era impedir que los portadores del tatuaje recibiesen en caso de heridas graves una transfusión de un grupo sanguíneo incorrecto.
Debido a que este tatuaje era una marca inequívoca de pertenencia, muchos miembros de la Waffen-SS intentaron deshacerse de ella al finalizar la guerra, por ejemplo, disparándose en la parte superior del brazo. Así, en el convulsionado tiempo de posguerra de Alemania vencida, aparecieron muchos soldados que se decían «regulares» y que tenían una herida de bala justamente en el lugar originalmente tatuado, probablemente disparándose a sí mismos o pidiendo a un camarada que les disparara. Otra práctica igualmente difundida era la retirada del tatuaje pagando a un médico para que lo hiciera.  Con esto, muchos exmiembros de la Waffen-SS querían impedir que se descubriese su pertenencia a la organización, su verdadera identidad y el posible castigo.   

## Formas
Había tatuajes en dos formas distintas: una con caracteres de la escritura alemana y otra con la escritura latina antiqua, la que al finalizar la guerra se utilizaba exclusivamente, debido a que no era tan complicada o bien porque la escritura latina había sido proclamada por Hitler como la escritura normal del imperio (Disputa Antiqua-Fraktur). Esto desempeñó un papel sobre todo después de que se rebajaron los requisitos de incorporación a la Waffen-SS en el transcurso de la guerra.